# Islas Batu

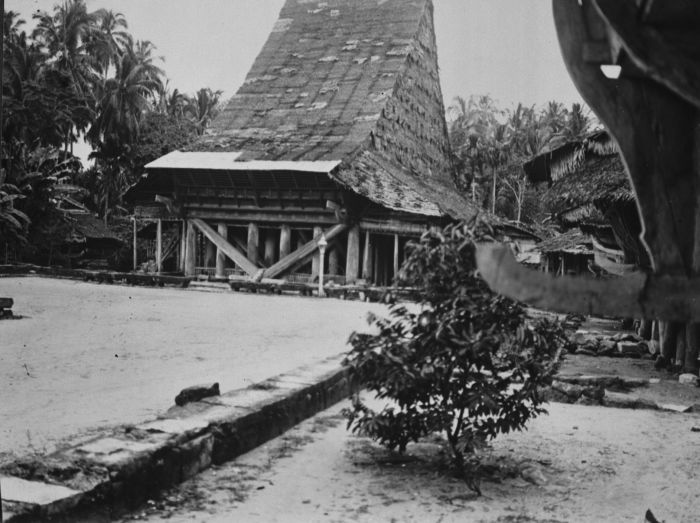
Casa consistorial en la isla Telo (1922).

Las islas Batu (Pulau Batu) son un pequeño archipiélago entre las islas de Nias al norte y Siberut al sur. Las mayores islas que lo forman son Pini, Tanahmasa y Tanahbala; hay otras 48 islas menores, como Sipika, Simuk, Bodjo, Telo y Sigata.
La línea del ecuador atraviesa el archipiélago, entre las islas de Pini y Tanahmasa.
Administrativamente forman parte de la regencia de Nías sur (Nias Selatan), en la provincia de Sumatra Septentrional.
- Datos: Q770646
- Multimedia: Batu Islands / Q770646